# Pat Smythe (Musiker)
Patrick Mungo Smythe (* 1923 in Edinburgh; † 6. Mai 1983 in London) war ein britischer Jazzpianist.

## Leben
Smythe, der zunächst wie sein Vater eine juristische Karriere anstrebte, besuchte das Winchester College, um dann Rechtswissenschaft an der Oxford University zu studieren. Während des Zweiten Weltkrieges unterbrach er das Studium, um als Pilot in der Royal Air Force zu dienen. Er nahm sein Studium an der Edinburgh University wieder auf und arbeitete dann zunächst in der Kanzlei seines Vaters. Ende der 1950er Jahre ging er nach London, um professioneller Musiker zu werden. Dort arbeitete er zunächst in der Band von Dizzy Reece. Im Mai 1960 wurde er Mitglied des Quintetts von Joe Harriott, dem er während der 1960er Jahre angehörte und an dessen legendären Einspielungen er beteiligt war. 1962 legte er ein Album unter eigenem Namen vor. Seit 1965 war er Mitglied des Doppelquintetts Indo-Jazz Fusions von John Mayer, wo er sich als einziger der beteiligten Jazzmusiker intensiver mit den zugrunde liegenden Ragas beschäftigte. Auch nahm er mit Shake Keane auf.
Daneben arbeitete er mit durchreisenden Gästen wie Stan Getz, Paul Gonsalves (Boom-Jackie-Boom-Chick), Ben Webster, Tony Bennett, Zoot Sims oder Anita O’Day. In den 1970er Jahren gehörte er zu den Gruppen von Kenny Wheeler, Peter King, Ronnie Scott, Ronnie Ross, Tony Kinsey und Johnny Dankworth; in den Londoner Jazzclubs begleitete er auch die Sängerinnen Carol Kidd und Elaine Delmar. Mit der von Ronnie Scott entdeckten Sängerin Sandra King tourte er durch Nordamerika. Weiterhin leitete er ein eigenes Trio, das für Fernsehproduktionen mit Annie Ross auch zum Septett erweitert wurde. Mit Fran Landesman schrieb er Songs, die von Norma Winstone und Karin Krog interpretiert wurden.  Er starb 1983 nach längerer Krankheit.
1985 wurde der Pat Smythe Memorial Trust begründet, der einen nach Smythe benannten Award stiftete und Nachwuchsmusiker wie Julian Argüelles, Jason Rebello, Nigel Hitchcock oder Anita Wardell unterstützte.